# Ladnu
Ladnu (o Ladnun, Ladnuncity) è una suddivisione dell'India, classificata come municipality, di 57.047 abitanti, situata nel distretto di Nagaur, nello stato federato del Rajasthan. In base al numero di abitanti la città rientra nella classe II (da 50.000 a 99.999 persone).

## Geografia fisica
La città è situata a 27° 40' 39 N e 74° 22' 34 E.

## Società

### Evoluzione demografica
Al censimento del 2001 la popolazione di Ladnu assommava a 57.047 persone, delle quali 29.336 maschi e 27.711 femmine. I bambini di età inferiore o uguale ai sei anni assommavano a 9.922, dei quali 5.173 maschi e 4.749 femmine. Infine, coloro che erano in grado di saper almeno leggere e scrivere erano 34.185, dei quali 20.685 maschi e 13.500 femmine.